# Oscar Bardají
Òscar Bardají (Barcelona, juny de 1970) és un periodista català, director de comunicació de l'Abadia de Montserrat i de Montserrat Ràdio i TV, càrrec que ocupà fins al juny de 2024. Fins a l'any 2007 va ser àrbitre de la Federació Espanyola de Basquetbol (FEB), a la categoria LEB Or i Plata, i Lliga Femenina.
Llicenciat en Ciències de la Informació per la Universitat Autònoma de Barcelona el 1995, Bardají ha treballat a El Mundo Deportivo, RNE-Ràdio 4, Ràdio Estel, TV3 (Signes dels temps) i des de l'any 2001 gestiona la comunicació de Monestir de Montserrat. Bardají també és el responsable de comunicació externa de l'Ateneu Universitari Sant Pacià i de la Fundació Joan Maragall Cristianisme i Cultura, i des de 1995 col·labora -amb una entrevista setmanal- amb el Full Dominical de l'Arquebisbat de Barcelona.Ha elaborat i desenvolupat campanyes de comunicació d'entitats com Mans Unides Barcelona, de l'Associació d'Amics de les Misses Polifòniques, de l'Institut Superior de Ciències Religioses de Barcelona (ISCREB), del Grup de Treball Estable de Religions (GTER) i del Col·legi Oficial d'Enginyers Tècnics de Telecomunicació Catalunya (COETTC). Imparteix classes de l'assignatura Mitjans de Comunicació al Curs de Pastoral de la Facultat de Teologia de Catalunya. Ha redactat articles en diferents publicacions d'àmbit religiós, esportiu i cultural.